# Maliattha commersoni
Maliattha commersoni är en fjärilsart som beskrevs av Pierre E.L. Viette 1965. Maliattha commersoni ingår i släktet Maliattha och familjen nattflyn. Inga underarter finns listade i Catalogue of Life.